# Dramatical Murder
Dramatical Murder (ドラマティカル マーダー, gestileerd als DRAMAtical Murder) is een homo-erotische getinte visuele roman ontwikkeld door Nitro Chiral. Het spel werd uitgebracht in Japan op 23 maart 2012 voor Microsoft Windows. De Engelstalige versie werd wereldwijd gepubliceerd door Jast Usa op 6 april 2021.

## Gameplay
Het spel is voornamelijk lezen van dialogen tussen de personages en de monologen van de protagonist. Op bepaalde momenten komt de speler op keuzemomenten. Afhankelijk van de beslissingen die de speler tijdens het spel neemt, zal het verhaal zich in een bepaalde richting ontwikkelen.
In eerste instantie heeft het spel vier mogelijke scenarios, elk met een focus op een van de hoofdpersonages. Nadat de speler de eerste vier scenarios voltooid, wordt een vijfde ontgrendeld voor het personage Ren.
Elk scenario heeft minstens twee eindes: een good end (happy end) en een bad end (tragische einde).

## Verhaal
Dramatical Murder speelt zich af in de nabije toekomst op het fictief Japanse eiland Midorijima (碧島). Het eiland werd geprivatiseerd door het bedrijf Toue Konzern en omgevormd tot een resort onder de naam Platinum Jail met de oorspronkelijke bewoners verhuisd naar de Old Residential District (旧住民区, Kyū-Jūmin-ku).
Aoba Seragaki woont samen met zijn grootmoeder Tae. Zijn alledaags leven wordt verstoord nadat hij wordt meegesleurd in het cyberspel Rhyme en er geruchten rond gaan van mensen die verdwijnen. Hiernaast zijn er ook zogenaamde Ribsteez-teams die in een soort territoriumstrijd houden.

## Personages
Seragaki Aoba (瀬良垣 蒼葉)
De protagonist van het spel. Hij ontdekt een speciale kracht te hebben met de naam "Scrap," waarmee hij met zijn stem het bewustzijn van andere kan controleren.
Ren (蓮)
Hij is de Allmate van Aoba. Allmates zijn mobiele apparaten die de vorm nemen van huisdieren, in het geval van Ren is dat een Japanse spits. In het cyberspel Rhyme neemt hij de gedaante van een mens.
Koujaku (紅雀)
Hij is de jeugdvriend van Aoba en de leider van de Ribsteez-groep Benishigure. Hiernaast heeft hij ook een kapperszaak.
Noiz (ノイズ)
Zijn echt naam is Wilhelm. Hij is een datahandelaar, een getalenteerde hacker en de oprichter van de Rhyme-groep Ruff Rabbit.
Mink (ミンク)
Hij is de leider van Ribsteez-groep Scratch. Mink is een inheemse Amerikaan wiens familie vermoord werd door Toue Konzern.
Clear (クリア)
Hij is een androïde die eerder onder Toue diende voordat hij werd afgedankt.
Mizuki (ミズキ)
Hij is de leider van Ribsteez-groep Dry Juice en eigenaar van en de tatoeageshop Black Needle.

## Bewerkingen en opvolgers

### Computerspellen
Een opvolger onder de naam Dramatical Murder re:connect werd uitgebracht in Japan op 26 april 2013. Het spel bevat een verzameling van epilogen van de verschillende eindes.
Op 30 oktober 2014 verscheen Dramatical Murder re:code op de PlayStation Vita. Het is een port van het eerste spel met al de erotische scènes weggelaten. Hiernaast werd er ook een nieuw scenario toegevoegd voor het personage Mizuki. 

### Audiodrama
Er zijn talrijke drama-cds uitgebracht, elk daarvan richt zich op Aoba's relatie met een van zijn potentiële partners.

### Manga
Een manga-bewerking getekend door Torao Asada verscheen voor het eerst in augustus 2012 in B's-Log Comic.

### Webcomic
Een webcomic getekend door Akitsu Sotaka werd gepubliceerd in 2023 op de app piccoma. Vanaf 29 januari 2024 werd een Engelse en Portugese vertaling gepubliceerd op comikey.

### Anime
Een anime-adaptatie geproduceerd door de Japanse animatiestudio Naz werd uitgezonde op TV Tokyo van 6 juli 2014 tot 21 september 2014. Hiernaast werd een OVA uitgebracht onder de titel DRAMAtical Murder: Data_xx_Transitory op 24 december 2014.

### Theater
Het toneelstuk werd voor het eerst uitgevoerd tussen 20 december 2019 en 29 december 2019 in Shinagawa Prince Stellar Ball onder de titel Nōnai Crash Engeki "Dramatical Murder" (脳内クラッシュ演劇『DRAMAtical Murder』). Het toneelstuk werd opnieuw uitgevoerd van 28 april 2023 tot 7 mei 2023 onder de titel Nōnai Crash Engeki "Dramatical Murder" Flashback (脳内クラッシュ演劇「DRAMAtical Murder」フラッシュバック).